# Corybas royenii
Corybas royenii  (лат.) — вид однодольных растений рода Corybas семейства Орхидные (Orchidaceae). Текущее таксономическое название было опубликовано ботаником Полом Д. Коресом в 1978 году.

## Распространение, описание
Эндемик Папуа — Новой Гвинеи. Типовой экземпляр собран на острове Новая Гвинея. Произрастает во влажных тропических лесах.
Клубневой геофит.

## Синонимы
Синонимичные названия:
- Corybas aundensis P.Royen
- Gastrosiphon aundensis (P.Royen) M.A. Clem. & D.L. Jones
- Gastrosiphon royenii (Kores) M.A. Clem. & D.L. Jones